# Немачка на Светском првенству у атлетици у дворани 2016.
Немачка је на 16. Светском првенству у атлетици у дворани 2016. одржаном у Портланду од 17. до 20. марта, учествовала четрнаести пут под овим именом, односно учествовала је на свим првенствима од Светског првенства 1991. у Севиљи. Немачка је пријавила 14 учесника (6 мушкарца и 8 жена), који су се такмичили у 11 дисциплина (5 мушких и 6 женских).,
На овом првенству Немачка је са 2 сребрне и 1 бронзаном медаљом делила 14. место.
У табели успешности према броју и пласману такмичара који су учествовали у финалним такмичењима (првих 8 такмичара) Немачка је са 7 учесника и 28 бодова, делила 7. место.
| Плас. | Земља   | 1. место | 2. место | 3. место | 4. место | 5. место | 6. место | 7. место | 8. место | Бр. финал. | Бод. |
| ----- | ------- | -------- | -------- | -------- | -------- | -------- | -------- | -------- | -------- | ---------- | ---- |
| =7.   | Немачка | 0        | 2        | 1        | 0        | 0        | 1        | 2        | 1        | 7          | 28   |

## Учесници
| Мушкарци: - Мартин Вогел — 60 м препоне - Карло Пех — Скок мотком - Макс Хес — Троскок - Тобијас Дам — Бацање кугле - Матијас Бругер — Седмобој - Тим Новак — Седмобој | Жене: - Татјана Пинто — 60 м - Шантал Буцек — 60 м - Кристина Херинг — 800 м - Александра Вестер — Скок удаљ - Ксенија Штолцр — Скок удаљ - Кристин Гириш — Троскок - Лена Урбаниак — Бацање кугле - Келина Лефлер — Петобој |  |

## Освајачи медаља (3)

### Сребро (2)
| - Макс Хес — Троскок | - Кристин Гириш — Троскок |  |

### Бронза (1)
- Матијас Бругер — Седмобој

## Резултати

### Мушкарци
| Атлетичар    | Дисциплина   | Лични рекорд | Квалификације | Квалификације | Полуфинале           | Полуфинале           | Финале               | Финале       | Детаљи |
| Атлетичар    | Дисциплина   | Лични рекорд | Резултат      | Место         | Резултат             | Место                | Резултат             | Место        | Детаљи |
| ------------ | ------------ | ------------ | ------------- | ------------- | -------------------- | -------------------- | -------------------- | ------------ | ------ |
| Мартин Вогел | 60 м препоне | 7,67         | 7,91          | 6. у гр. 1    | Није се квалификовао | Није се квалификовао | Није се квалификовао | 23 / 27 (28) |        |
| Карло Пех    | Скок мотком  | 5,77         |               |               |                      |                      | 5,55                 | =10 / 14     |        |
| Макс Хес     | Троскок      | 17,00        | 17,14 ЛР      |               |                      |                      |                      |              |        |
| Тобијас Дам  | Бацање кугле | 21,88        | 20,22         | 8 / 19        |                      |                      |                      |              |        |

#### Седмобој
| Дисциплина   | Матијас Бругер Архивирано на веб-сајту (17. јун 2016) | Матијас Бругер Архивирано на веб-сајту (17. јун 2016) | Матијас Бругер Архивирано на веб-сајту (17. јун 2016) | Матијас Бругер Архивирано на веб-сајту (17. јун 2016) | Матијас Бругер Архивирано на веб-сајту (17. јун 2016) | Матијас Бругер Архивирано на веб-сајту (17. јун 2016) |
| Дисциплина   | Лич. рек.                                             | Рез.                                                  | Бод.                                                  | Плас.                                                 | Укупно                                                | Плас.                                                 |
| ------------ | ----------------------------------------------------- | ----------------------------------------------------- | ----------------------------------------------------- | ----------------------------------------------------- | ----------------------------------------------------- | ----------------------------------------------------- |
| 60 м         | 7,05                                                  | 7,15                                                  | 830                                                   | 9.                                                    | 830                                                   | 9.                                                    |
| Скок удаљ    | 7,46о                                                 | 7,30 ЛРС                                              | 886                                                   | 5.                                                    | 1.716                                                 | 8.                                                    |
| Бацање кугле | 15,39                                                 | 14,47                                                 | 757                                                   | 4.                                                    | 2.473                                                 | 6.                                                    |
| Скок увис    | 2,06                                                  | 2,05                                                  | 850                                                   | 2.                                                    | 3.323                                                 | 6.                                                    |
| 60 м препоне | 8,15                                                  | 8,24 ЛРС                                              | 922                                                   | 7.                                                    | 4.245                                                 | 5.                                                    |
| Скок мотком  | 5,05                                                  | 5,10 ЛР                                               | 941                                                   | 1.                                                    | 5.186                                                 | 3.                                                    |
| 1.000 м      | 2:38,06                                               | 2:34,10 ЛР                                            | 940                                                   | 2.                                                    | 6.126 ЛР                                              | 3.                                                    |
| Укупно       | 6.060                                                 |                                                       |                                                       |                                                       | 6.126 ЛР                                              |                                                       |

| Дисциплина   | Тим Новак Архивирано на веб-сајту (17. јун 2016) | Тим Новак Архивирано на веб-сајту (17. јун 2016) | Тим Новак Архивирано на веб-сајту (17. јун 2016) | Тим Новак Архивирано на веб-сајту (17. јун 2016) | Тим Новак Архивирано на веб-сајту (17. јун 2016) | Тим Новак Архивирано на веб-сајту (17. јун 2016) |
| Дисциплина   | Лич. рек.                                        | Рез.                                             | Бод.                                             | Плас.                                            | Укупно                                           | Плас.                                            |
| ------------ | ------------------------------------------------ | ------------------------------------------------ | ------------------------------------------------ | ------------------------------------------------ | ------------------------------------------------ | ------------------------------------------------ |
| 60 м         | 7,17                                             | 7,18 ЛРС                                         | 819                                              | 11.                                              | 819                                              | 11.                                              |
| Скок удаљ    | 7,18                                             | 6,92                                             | 795                                              | 11.                                              | 1.614                                            | 11.                                              |
| Бацање кугле | 13,73                                            | 14,31 ЛР                                         | 747                                              | 5.                                               | 2.361                                            | 9.                                               |
| Скок увис    | 2,09                                             | 1,99                                             | 794                                              | 6.                                               | 3.155                                            | 8.                                               |
| 60 м препоне | 8,23                                             | 8,21 ЛР                                          | 930                                              | 5.                                               | 4.085                                            | 8.                                               |
| Скок мотком  | 4,85                                             | 4,90 ЛР                                          | 880                                              | 5.                                               | 4.965                                            | 7.                                               |
| 1.000 м      | 2:41,03                                          | 2:40,57 ЛР                                       | 867                                              | 6.                                               | 5.832 ЛР                                         | 7.                                               |
| Укупно       | 5.586                                            |                                                  |                                                  |                                                  | 5.832 ЛР                                         | 7 / 10 (11)                                      |

### Жене
| Атлетичарка       | Дисциплина   | Лични рекорд | Квалификације  | Квалификације | Полуфинале | Полуфинале | Финале                | Финале       | Детаљи |
| Атлетичарка       | Дисциплина   | Лични рекорд | Резултат       | Место         | Резултат   | Место      | Резултат              | Место        | Детаљи |
| ----------------- | ------------ | ------------ | -------------- | ------------- | ---------- | ---------- | --------------------- | ------------ | ------ |
| Татјана Пинто     | 60 м         | 7,07         | 7,19 (,189) КВ | 1. у гр. 3    | 7,22       | 5. у гр. 1 | Нису се квалификовале | 14 / 44 (45) |        |
| Шантал Буцек      | 60 м         | 7,27         | 7,35 кв        | 4. у гр. 6    | 7,45       | 8. у гр. 2 | Нису се квалификовале | 22 / 44 (45) |        |
| Кристина Херинг   | 800 м        | 2:00,93      | 2:05,39        | 3. у гр. 3    |            |            | Нису се квалификовале | 14 / 17      |        |
| Александра Вестер | Скок удаљ    | 6,95         |                |               |            |            | 6,67                  | 6 / 14 (16)  |        |
| Ксенија Штолцр    | Скок удаљ    | 6,63         | 6,37           | 12 / 14 (16)  |            |            |                       |              |        |
| Кристин Гириш     | Троскок      | 14,46        | 14,30 ЛРС      |               |            |            |                       |              |        |
| Лена Урбаниак     | Бацање кугле | 18,32        | 17,91          | 7 / 11        |            |            |                       |              |        |

#### Петобој
| Дисциплина   | Келина Лефлер | Келина Лефлер | Келина Лефлер | Келина Лефлер | Келина Лефлер | Келина Лефлер |
| Дисциплина   | Лич. рек.     | Резултат      | Бод.          | Плас.         | Укупно        | Плас.         |
| ------------ | ------------- | ------------- | ------------- | ------------- | ------------- | ------------- |
| 60 м препоне | 8,47          | 8,49 ЛРС      | 1.019         | 8.            | 1.019         | 8.            |
| Скок увис    | 1,77о         | 1,70 ЛРС      | 855           | 11.           | 1.874         | 11.           |
| Бацање кугле | 14,35         | 13,17         | 739           | 10.           | 2.613         | 11.           |
| Скок удаљ    | 6,16          | 5,83          | 798           | 12.           | 3.411         | 11.           |
| 800 м        | 2:22,19       | 2:24,01       | 770           | 12.           | 4.181         | 11.           |
| Петобој      | 4.347         |               |               |               | 4.181         | 11 / 12       |